# Mociulîșce, Dubrovîțea
Mociulîșce (în ucraineană Мочулище) este localitatea de reședință a comunei Mociulîșce din raionul Dubrovîțea, regiunea Rivne, Ucraina.

## Demografie
Componența lingvistică a localității Mociulîșce
     Ucraineană (99,18%)
     Alte limbi (0,82%)
Conform recensământului din 2001, majoritatea populației localității Mociulîșce era vorbitoare de ucraineană (99,18%), existând în minoritate și vorbitori de alte limbi.